# Dirk Jung
Dirk Jung (* 1. Mai 1956 in Essen; † 7. November 2019) war ein deutscher Arzt und ein international erfolgreicher Taekwondo-Sportler im Schwergewicht. 

## Sportliche Erfolge

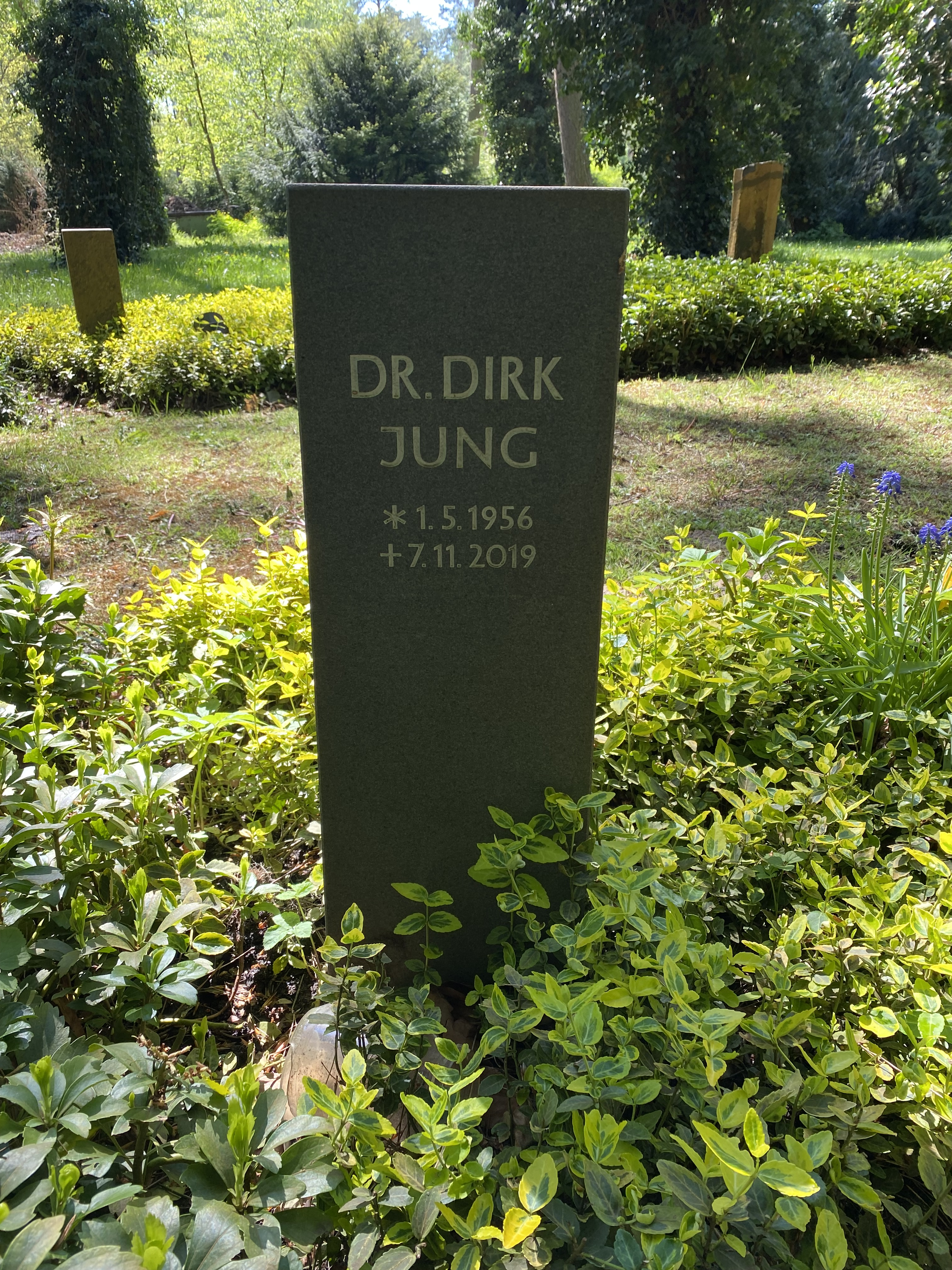
Grabstätte auf dem Waldfriedhof Zehlendorf

Ursprünglich hat er im nordrhein-westfälischen Verein RSC Essen unter der Leitung von Gerd Gatzweiler mit dem TKD-Sport begonnen und errang zwischen 1976 und 1983 mehrere Deutsche- und Europameistertitel (1978 in München und 1980 in Kopenhagen) im Taekwondo. Anfang der achtziger Jahre trainierte er im „TC Düsseldorf“ und gründete zusammen mit dem ersten deutschen Weltmeister Rainer Müller, dem vierfachen Europameister Richard Schulz und dem zweifachen WM-Dritten Helmut Gärtner den „Top Circle“, aus dem im Laufe der Jahre mehrere Medaillen- und Titelträger bei Europa- und Weltmeisterschaften hervorgingen. Nach seiner WM-Bronzemedaille 1977 in Chicago wurde er 1982 erster deutscher Schwergewichts-Weltmeister in Ecuador und 1983 Vizeweltmeister in Kopenhagen.

## Trainertätigkeit
Im Anschluss an seine aktive Wettkampfzeit betätigte er sich als Landestrainer der NWTU. Die Tätigkeit als Bundestrainer der DTU nahm er von 1984 bis 1988 international erfolgreich wahr.

## Turnierarzt
Im Anschluss blieb er über mehrere Jahre als Turnierarzt dem Taekwondo verbunden, u. a. auf Weltebene beim WTF-Dachverband. Seit 1993 war Jung Turnierarzt beim ATP-Turnier der Tennisprofis in Halle (Westf.), den Gerry Weber Open.

## Sportmediziner
Jung war seit 1990 Facharzt für Chirurgie, mit der Zusatzbezeichnung Sportmedizin und Chirotherapie. 1991 folgte die Promotion an der Universität Bonn. Seit 2000 war er in Berlin als Sportmediziner tätig, mit dem Schwerpunkt Schulter- und Ellenbogenchirurgie.
Dirk Jung verstarb im November 2019 im Alter von 63 Jahren an einem Krebsleiden. Seine Grabstätte befindet sich auf dem Waldfriedhof Zehlendorf.